# بيني بوم
بيني بوم (بالإنجليزية: Benny Boom)‏ هو مخرج أمريكي، ولد في 22 يوليو 1971 في فيلادلفيا في الولايات المتحدة.

## وصلات خارجية
- بيني بوم على موقع IMDb (الإنجليزية)
- بيني بوم على موقع ألو سيني (الفرنسية)
- بيني بوم على موقع ميوزك برينز (الإنجليزية)
- بيني بوم على موقع أول موفي (الإنجليزية)
- بيني بوم على موقع قاعدة بيانات الأفلام السويدية (السويدية)
- بيني بوم على موقع قاعدة بيانات الفيلم (الإنجليزية)
- بيني بوم على موقع كينوبويسك (الروسية)